# Jaume Massó i Torrents
Jaume Massó i Torrents, né le 9 novembre 1863 à Barcelone et mort le 11 septembre 1943 dans la même ville, est un éditeur, bibliothécaire, écrivain et érudit catalan, fondateur de la revue catalaniste L'Avenç.

## L'éditeur
La revue L'Avenç se décline en deux périodes : L'Avens (1881-1884) et L'Avenç (1889-1893). Cette revue est précurseuse du mouvement moderniste catalan et introduit des auteurs européens comme Baudelaire, Ibsen, Maeterlinck ou Nietzsche. L'Avenç accompagne et diffuse la campagne de normalisation linguistique impulsée par Pompeu Fabra et Joaquim Casas i Carbó, qui réalisèrent ensuite les Normes ortogràfiques de l’Institut d’Estudis Catalans.
Massó, avec Joaquim Casas, crée en 1891 les éditions de L'Avenç qui deviennent une référence idéologique et culturelle en Catalogne. Il publie la traduction catalane du Décameron d'après l'unique manuscrit connu et de nombreuses œuvres d'auteurs comme Mañé i Flaquer, Enric Morera, Ignasi Iglésias, Cels Gomis, Eduard Fontserè, J. A. Brutails, Frédéric Mistral. Il publie également des revues grand public comme Catalonia (1898, 1899-1900), la Biblioteca Popular de l'Avenç (Bibliothèque populaire de l'Avenç, 1903-1915) ou des collections savantes comme la Biblioteca Hispánica (la Bibliothèque hispanique, 1900-1910). L'entreprise de Massó et Casas est néanmoins très déficitaire ce qui entraîne sa fermeture en 1915.

## L'érudit et le bibliothécaire
Massó se consacre à la recherche historique et littéraire catalane ainsi qu'à la bibliographie catalane. Il dirige la Revista de Bibliografia Catalana (1901-1907). Il édite le Butlletí de la Biblioteca de Catalunya (Bulletin de la bibliothèque de Catalogne). Il publie la Bibliografia dels antics poetes catalans (Bibliographie des poètes catalans antiques, 1914), La Cançó provençal en la literatura catalana (La Chanson provençale dans la littérature catalane, 1923), les Manuscrits catalans de la Biblioteca Nacional de Madrid (1896), les Manuscrits de la Biblioteca de l'Ateneu Barcelonès (1901) et un ouvrage qui fait encore référence : le Catàleg dels manuscrits de la Biblioteca de Catalunya.
Il fait partie des membres fondateurs de l'Institut d'Estudis Catalans, institut qui fonde ce qui deviendra par la suite la Bibliothèque de Catalogne. Massó joue un rôle essentiel dans cette création ainsi que le prouve la reproduction dans la presse du discours qu'il prononce lors de l'inauguration, le 28 mai 1914. Il devient inspecteur de la bibliothèque (1907-1914) et il est également professeur à l'Escola de Bibliotecàries (1917-1939). En 1929, il visite la Bibliothèque nationale de France pour voir l'organisation du département des Estampes et ce, afin d'améliorer le département des Estampes et Cartes de la Bibliothèque de Catalogne qu'il dirige de 1934 à 1943.
Il est membre fondateur du Centre Excursionista de Catalunya, qu'il préside de 1915 à 1919,et de l'Ateneu Barcelonès.
Il est membre de l'Académie des belles-lettres de Barcelone.
Il collabore à diverses publications et signe un grand nombre d'études d'érudition.
La Bibliothèque de Catalogne conserve ses archives et sa correspondance,.

## L'écrivain
Parmi les créations de Massó, se trouve La Fada publiée aux éditions de l'Avenç en 1897. Il s'agit d'un drame lyrique en un acte sur une musique d'Enric Morera i Viura. Le drame est joué le 14 février 1897 au cours de la 4e fête moderniste de Sitges. L'édition du texte est bilingue catalan-français, avec la mise en application des nouvelles normes orthographiques catalanes, encore en cours d'élaboration. Le récit est issu de la collecte d'un berger recueillie lors d'une excursion près de Nohèdes et d'une rêverie de Massó.

## Publications
- Llibre del cor (1888)
- Croquis pirinencs(1896)
- La Fada (1897)

- (ca) Natura; La montanya, La vida, Varia : poesíes, Barcelone, Tip. "L'avenç", de Massó, Casas & Elias, 1898 (lire en ligne).
- Desil·lusió (1904)
- Cinquanta anys de vida literària (1934)